# Château d'Aubonne (France)
Le château d'Aubonne ou château de Marguier d'Aubonne est un château situé sur la commune d'Aubonne dans le département français du Doubs.

## Localisation
Le château est situé dans la partie sud du village d'Aubonne à proximité du petit ruisseau, le Buhin, qui s'écoule au fond du vallon.

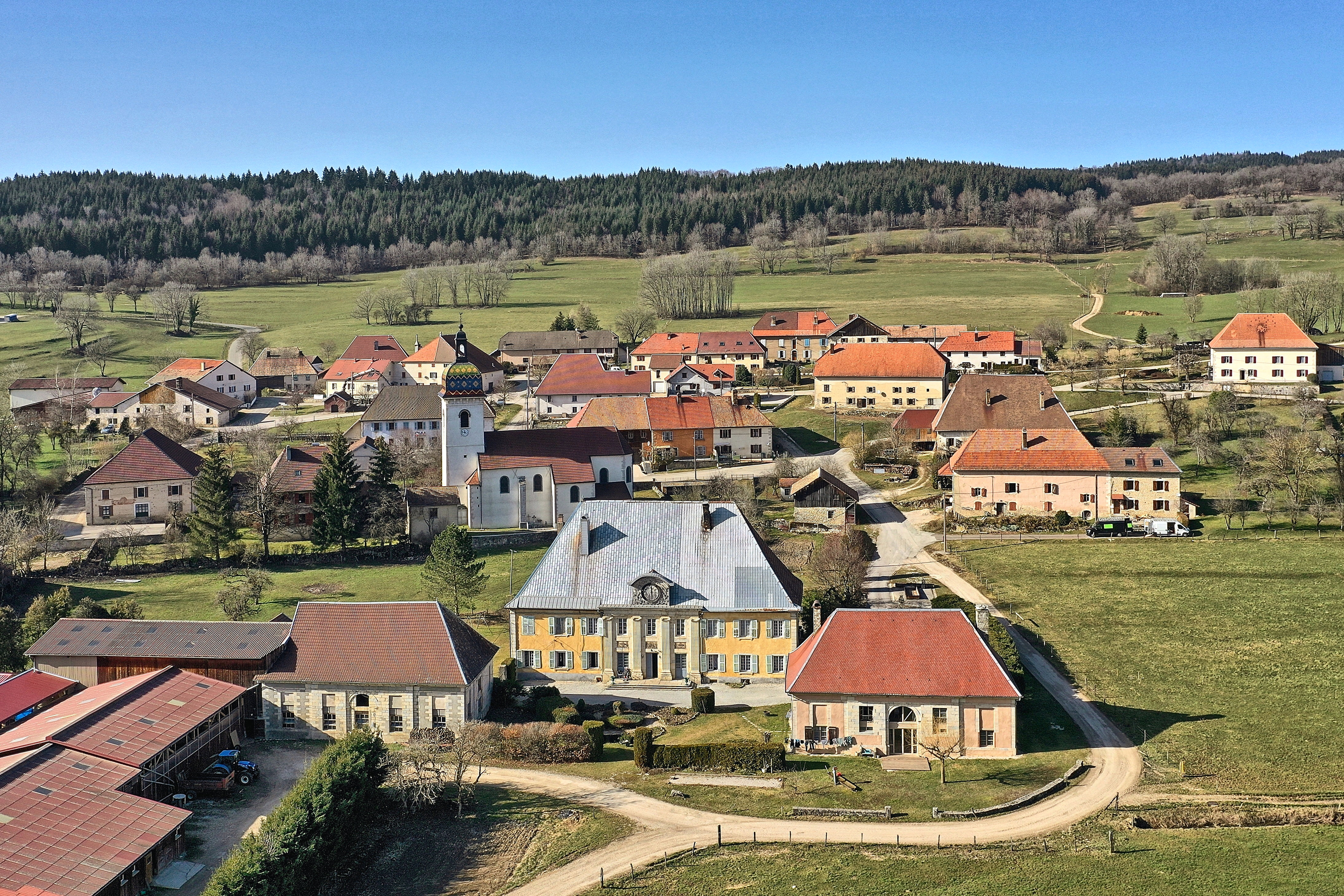
Le château et ses dépendances.

## Histoire
Le château a été construit en 1760 sur commande d'Antoine Marguier d'Aubonne, sur des terres acquises par la famille Marguier en 1706. Après un incendie en 1830, le château est agrandi et une chapelle y est aménagée.
Le château est inscrit au titre des monuments historiques le 17 août 1979 pour ses façades et toitures, son escalier intérieur à balustres, sa cuisine et sa chambre avec leur décor ainsi que les façades et toitures des communs et des anciennes écuries.